# Кінцеві пристрої гірничих машин
Кінцеві пристрої гірничих машин (рос. концевые устройства горных машин; англ. end devices of mine engines, нім. Endvorrichtungen f pl der Bergbaumaschinen) — прилади, що забезпечують стійкість і спрямоване переміщення приводних станцій гірничих машин. До них належать:
- підвісне устаткування (пристрої для утримання гірничих машин від сповзання, пересування їхніх приводних станцій та для підтягування в очисному вибої),
- опорні балки (для спрямованого переміщення приводних станцій гірничих машин в очисному вибої і запобігання їхньому затягуванню в очисний вибій),
- гідрофіковані столи (для розміщення і спрямованого переміщення приводної станції гірничої машини в прилеглій виробці відповідно до висоти її нижнього підривання, а також для розтягування поставу її конвеєра).